# إبراهيم المغنم
إبراهيم المغنم (ولد 10 يناير 1982) لاعب اتفاقي سابقاً ترعرع بين أحضان نادي الاتفاق وتشبع بحب شعاره بعد أن تدرج بين صفوفه عتبة تلو الأخرى إلى أن وصل أساسياً للفريق الأول.
حالياً يعمل مدير كرة في نادي الاتفاق